# Zámořská Francie

Mapa světa s vyznačením francouzských území

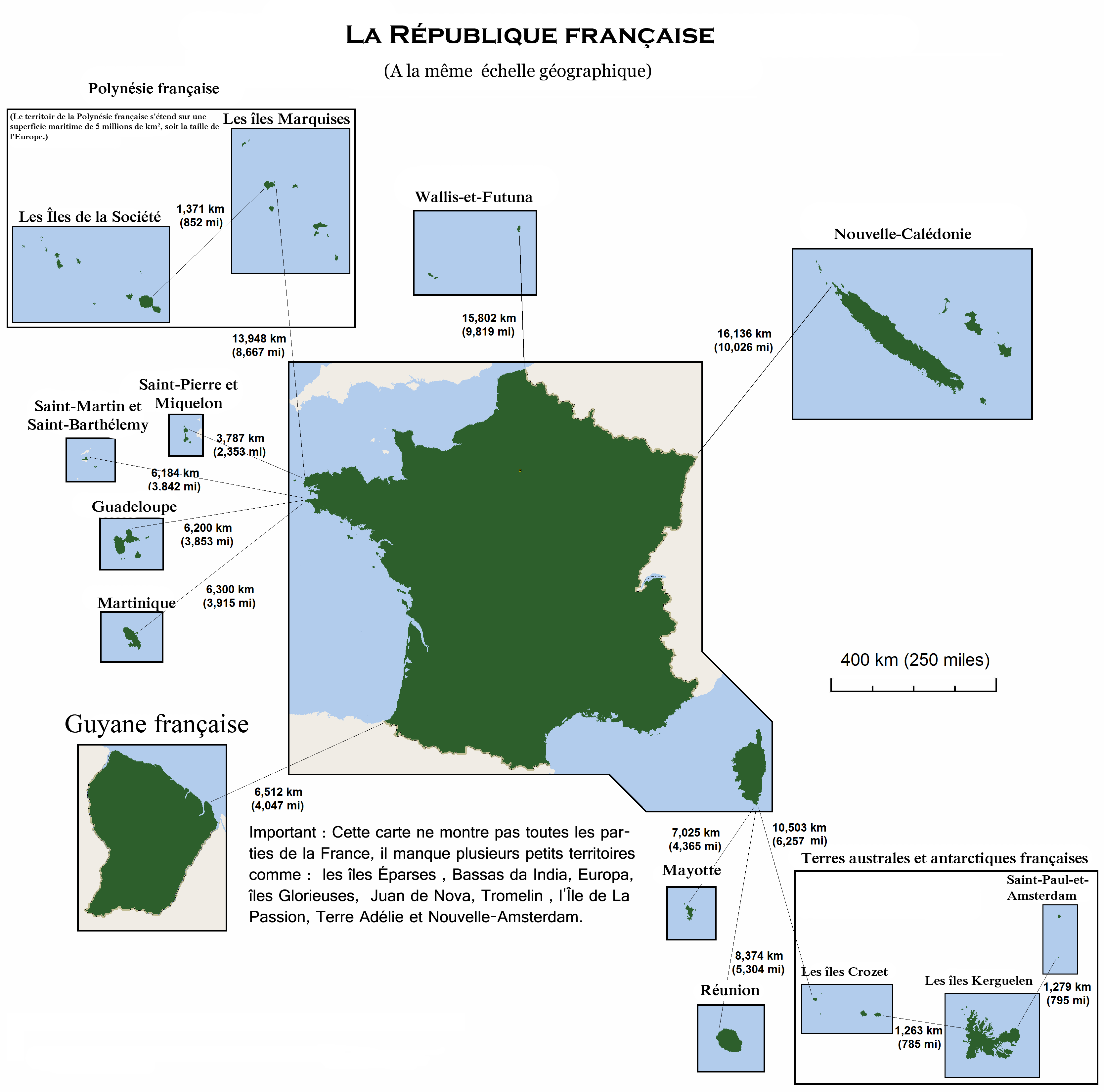
mapa Metropolitní a Zámořské Francie (ve stejném měřítku)

Zámořská Francie (francouzsky France d'outre-mer) je souhrnné pojmenování pro ta území a teritoria, které spadají pod francouzskou suverenitu, ale neleží v Evropě, v tzv. Metropolitní Francii. Běžně se pro ně používá zkratka DROM-COM (Départements et régions d'outre-mer - Collectivités d'outre-mer) a jsou rozeseta po celé Zemi – v Tichém, Indickém a Atlantském oceánu, Karibiku, Jižní Americe a Antarktidě. Jedná se o zbytek dříve mnohem rozsáhlejší francouzské koloniální říše.

## Přehled území
Podle vztahu zámořského území k Francouzské republice rozlišuje několik různých druhů právních statusů zámořských území. Jsou to:
- Zámořský departement a region: zkratka DOM-ROM, jsou plně integrovanou součástí Francie.
- Zámořské společenství: zkratka COM, má jiné postavení než DOM-ROM, ale je hodně podobné funkci departementu.
- Společenství sui generis je obdobou Zámořských společenství, ale má vyšší stupeň autonomnosti a volnější svazek s Francií
- Zámořské teritorium je speciální status, který mají pouze Francouzská jižní a antarktická území
- Soukromé vlastnictví státu je řízeno přímo hlavou státu – prezidentem, ten ale může jmenovat svého zástupce, kterého pověří správou tohoto území — Clippertonův ostrov

Následující tabulka obsahuje informace platné k 1.1.2021.
| Území                                 | Kód INSEE | Kód ISO 3166-1 | Vztah k Francii                    | Lokalizace                | Počet poslanců | Počet senátorů | Vztah k Evropské unii | Geodata  |
| ------------------------------------- | --------- | -------------- | ---------------------------------- | ------------------------- | -------------- | -------------- | --------------------- | -------- |
| Guadeloupe                            | 971       | GP             | zámořský region a zám. departement | Karibik                   | 4              | 3              | nejvzdálenější region | OSM, WMF |
| Martinik                              | 972       | MQ             | collectivité territoriale unique   | Karibik                   | 4              | 2              | nejvzdálenější region | OSM, WMF |
| Guyana                                | 973       | GF             | collectivité territoriale unique   | Jižní Amerika             | 2              | 2              | nejvzdálenější region | OSM, WMF |
| Réunion                               | 974       | RE             | zámořský region a zám. departement | Indický oceán             | 7              | 4              | nejvzdálenější region | OSM, WMF |
| Mayotte                               | 976       | YT             | collectivité territoriale unique   | Indický oceán             | 2              | 2              | nejvzdálenější region | OSM, WMF |
| Saint Pierre a Miquelon               | 975       | PM             | zámořské společenství              | Atlantský oceán           | 1              | 1              | zámořská země a území | OSM, WMF |
| Svatý Bartoloměj                      | 977       | BL             | zámořské společenství              | Karibik                   | 1              | 1              | zámořská země a území | OSM, WMF |
| Svatý Martin                          | 978       | MF             | zámořské společenství              | Karibik                   | 1              | 1              | nejvzdálenější region | OSM, WMF |
| Wallis a Futuna                       | 986       | WF             | zámořské společenství              | Pacifik – Melanésie       | 1              | 1              | zámořská země a území | OSM, WMF |
| Francouzská Polynésie                 | 987       | PF             | zámořské společenství              | Pacifik – Polynésie       | 3              | 2              | zámořská země a území | OSM, WMF |
| Nová Kaledonie                        | 988       | NC             | společenství sui generis           | Pacifik – Melanésie       | 2              | 2              | zámořská země a území | OSM, WMF |
| Francouzská jižní a antarktická území | 984       | TF             | zámořské teritorium                | Indický oceán, Antarktida | —              | —              | zámořská země a území | OSM, WMF |
| Clippertonův ostrov                   | 989       | —              | soukromé vlastnictví státu         | Pacifik                   | —              | —              | —                     | OSM, WMF |

Francouzská jižní a antarktická území a Clippertonův ostrov nejsou trvale osídleny. Všechna ostatní obydlená území mají své zástupce ve francouzském parlamentu – 27 v Národním shromáždění a 21 v Senátu. V Zámořské Francii se stejně jako v Metropolitní platí eurem (EUR). Výjimkou jsou 3 území v Pacifiku, která používají CFP frank (kód XPF). Ten je pevně svázán s eurem v poměru 1 XPF = 0,00838 EUR.

## Základní údaje

### Osídlená území
| Místní neoficiální vlajka                                   | Území                   | Hlavní město   | Obyvatelstvo    | Rok určení počtu obyvatel | Rozloha     | Hustota zalidnění | HDP (2019)     | HDP na hlavu     |
| ----------------------------------------------------------- | ----------------------- | -------------- | --------------- | ------------------------- | ----------- | ----------------- | -------------- | ---------------- |
| místní neoficiální vlajka Guyany                            | Francouzská Guyana      | Cayenne        | 276 128 obyv.   | 2018                      | 83 534 km²  | 3,3 obyv./km²     | 4,4 miliard €  | 15 935 €/rok/ob. |
| místní vlajka Francouzské Polynésie                         | Francouzská Polynésie   | Papeete        | 281 674 obyv.   | 2017                      | 3 521 km²   | 80,0 obyv./km²    | 5,09 miliard € | 18 071 €/rok/ob. |
| místní tradiční vlajka Guadeloupe                           | Guadeloupe              | Basse-Terre    | 387 629 obyv.   | 2018                      | 1 628 km²   | 238,1 obyv./km²   | 8,8 miliard €  | 22 702 €/rok/ob. |
| místní tradiční vlajka Martiniku                            | Martinik                | Fort-de-France | 368 783 obyv.   | 2018                      | 1 128 km²   | 326,9 obyv./km²   | 9,0 miliard €  | 24 405 €/rok/ob. |
| místní neoficiální vlajka Mayotte                           | Mayotte                 | Mamoudzou      | 262 895 obyv.   | 2017                      | 374 km²     | 702,9 obyv./km²   | 2,2 miliard €  | 9 129 €/rok/ob.  |
| vlajka Kanaki - jedna ze dvou oficiálních na Nové Kaledonii | Nová Kaledonie          | Nouméa         | 326 541 obyv.   | 2019                      | 18 576 km²  | 17,6 obyv./km²    | 8,4 miliard €  | 25 724 €/rok/ob. |
| místní neoficiální vlajka Réunionu                          | Réunion                 | Saint-Denis    | 855 961 obyv.   | 2018                      | 2 504 km²   | 341,8 obyv./km²   | 19,1 miliard € | 22 314 €/rok/ob. |
| místní tradiční vlajka Saint Pierru a Miquelonu             | Saint Pierre a Miquelon | Saint-Pierre   | 5 985 obyv.     | 2018                      | 242 km²     | 24,7 obyv./km²    |                |                  |
| místní neoficiální vlajka Svatého Bartoloměje               | Svatý Bartoloměj        | Gustavia       | 10 124 obyv.    | 2018                      | 24 km²      | 421,8 obyv./km²   |                |                  |
| místní neoficiální vlajka Svatého Martina                   | Svatý Martin            | Marigot        | 34 065 obyv.    | 2018                      | 56 km²      | 608,3 obyv./km²   |                |                  |
| místní neoficiální vlajka Wallisu a Futuny                  | Wallis a Futuna         | Matāʻutu       | 12 067 obyv.    | 2018                      | 142 km²     | 85,01 obyv./km²   |                |                  |
|                                                             | CELKEM                  |                | 2 821 852 obyv. |                           | 111 729 km² |                   |                |                  |

#### Fotogalerie

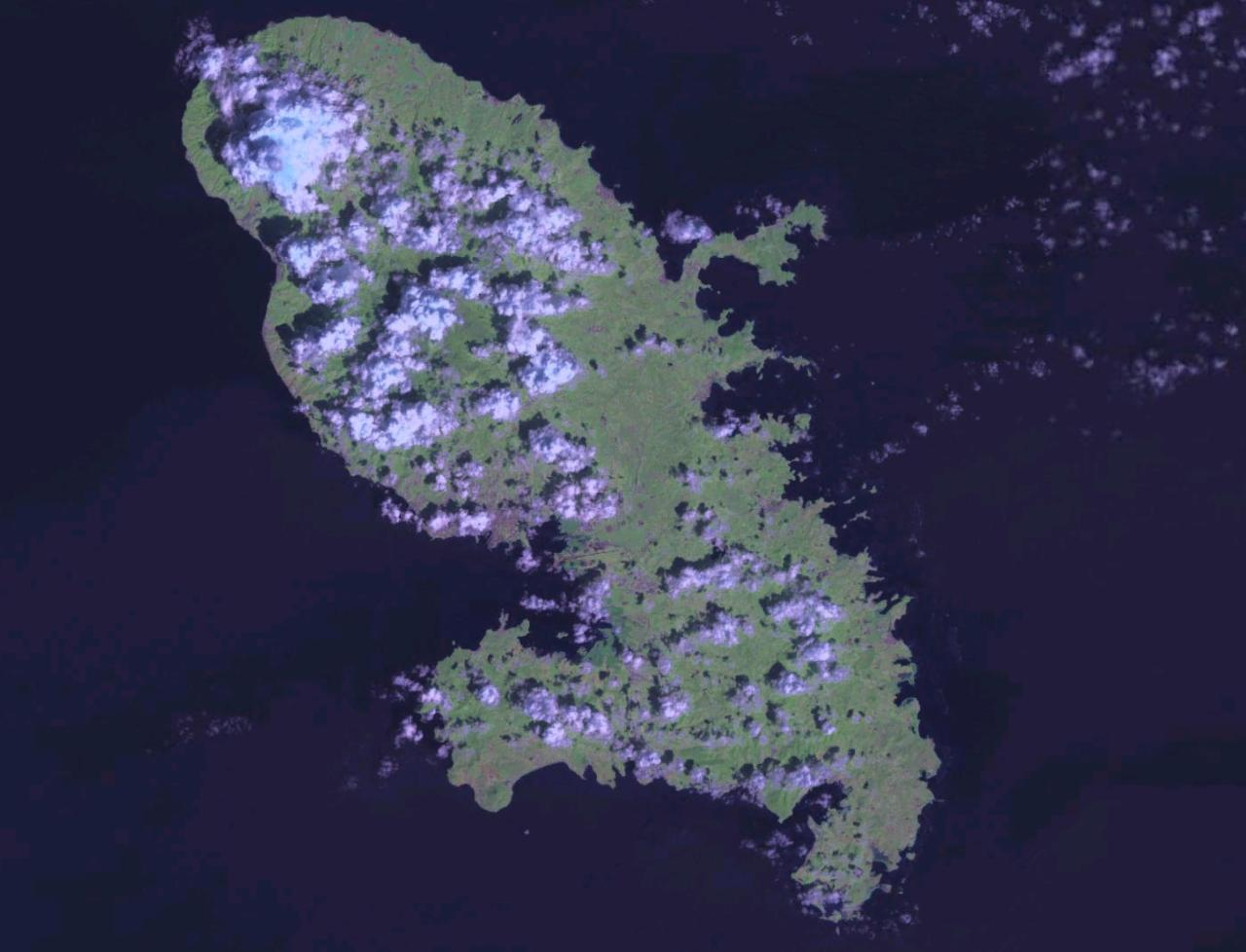
Martinik
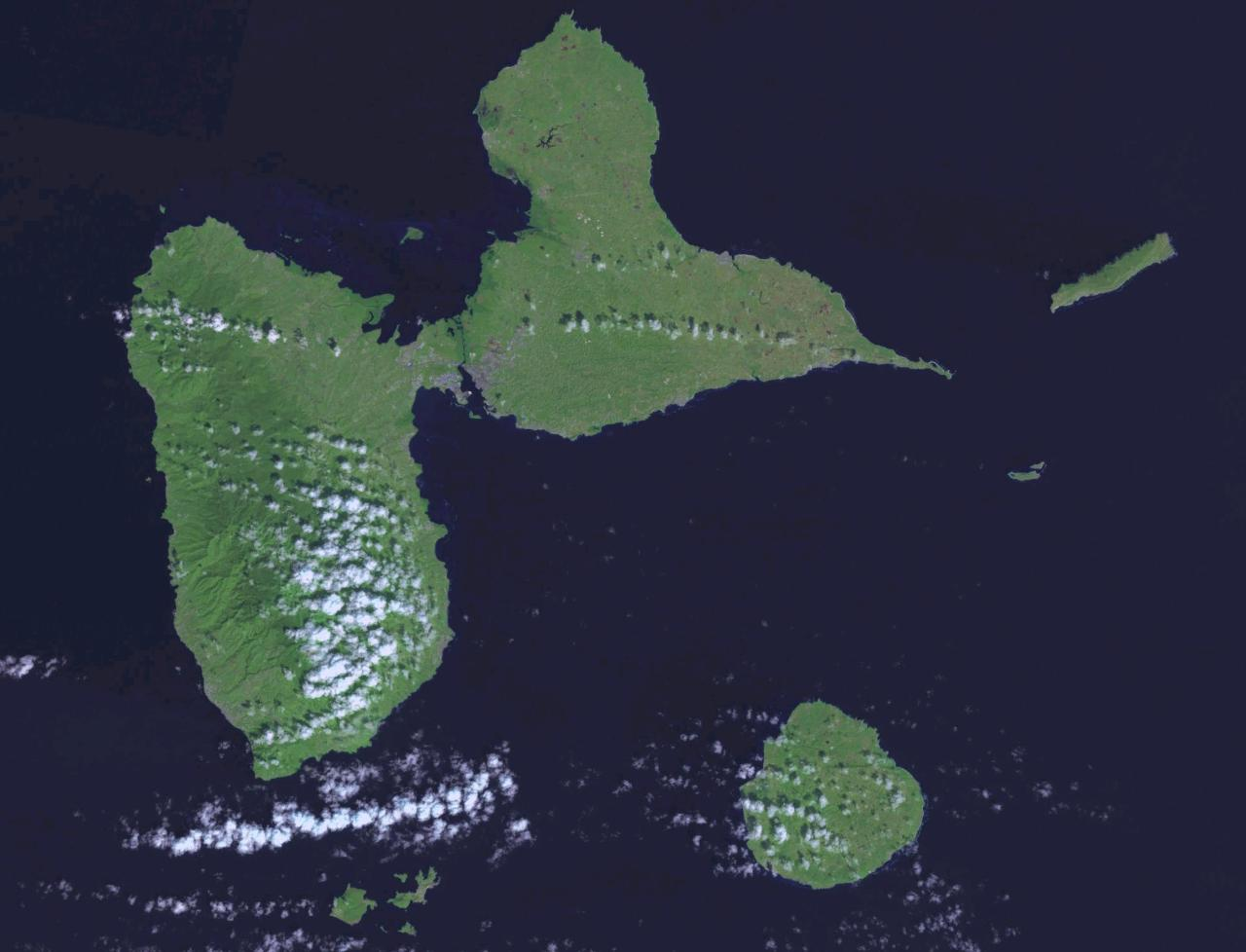
Guadeloupe
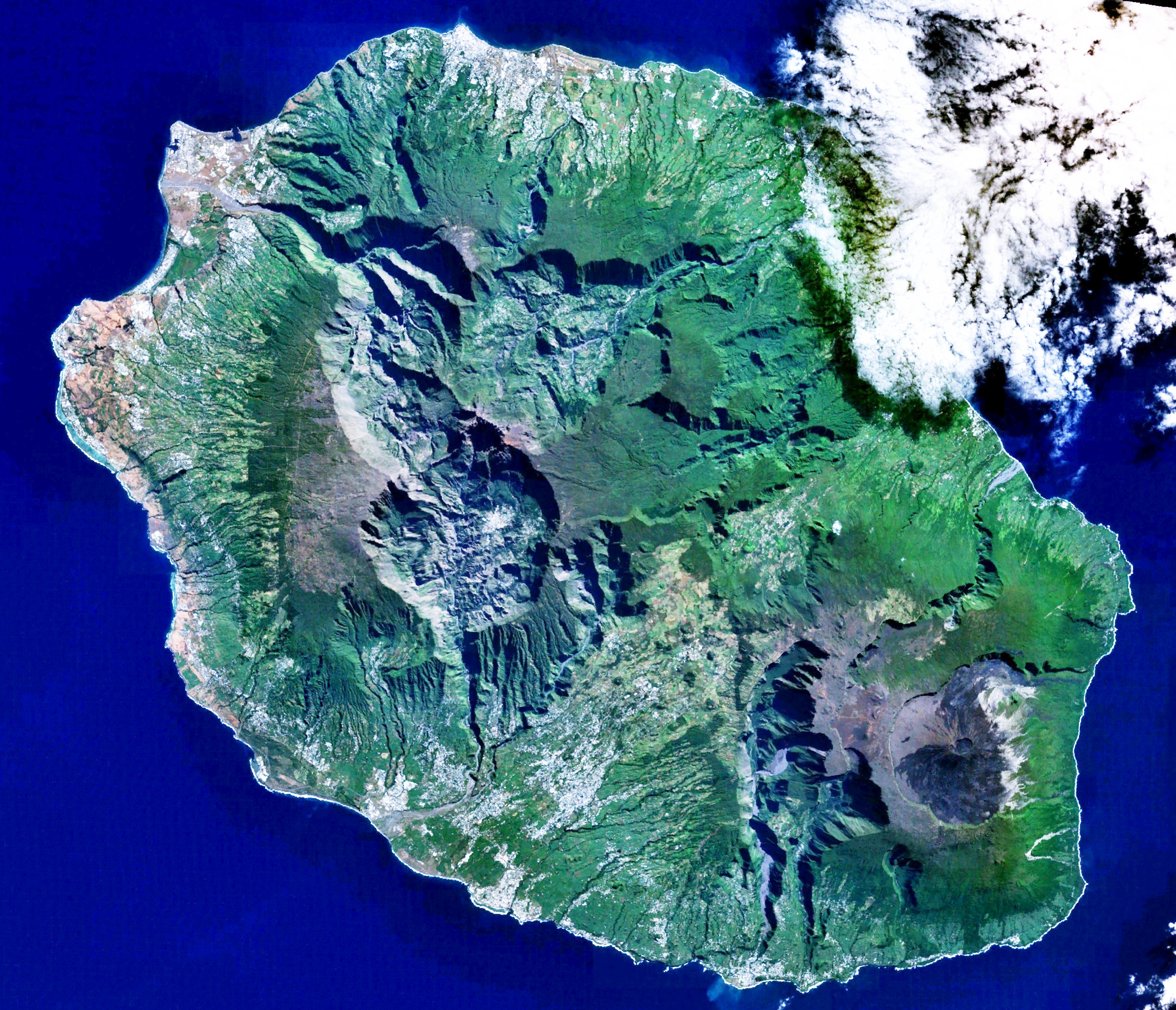
Réunion
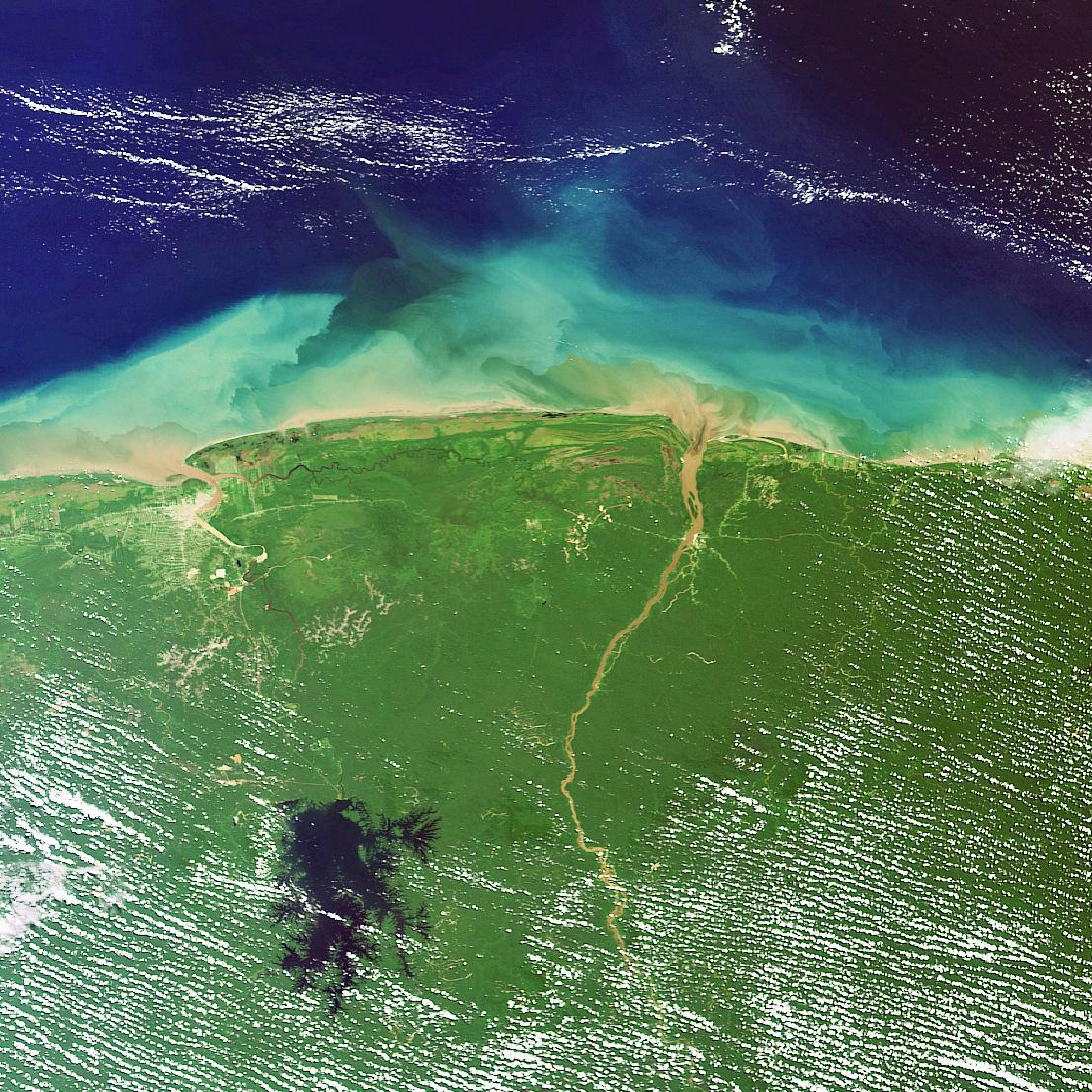
Fr. Guyana
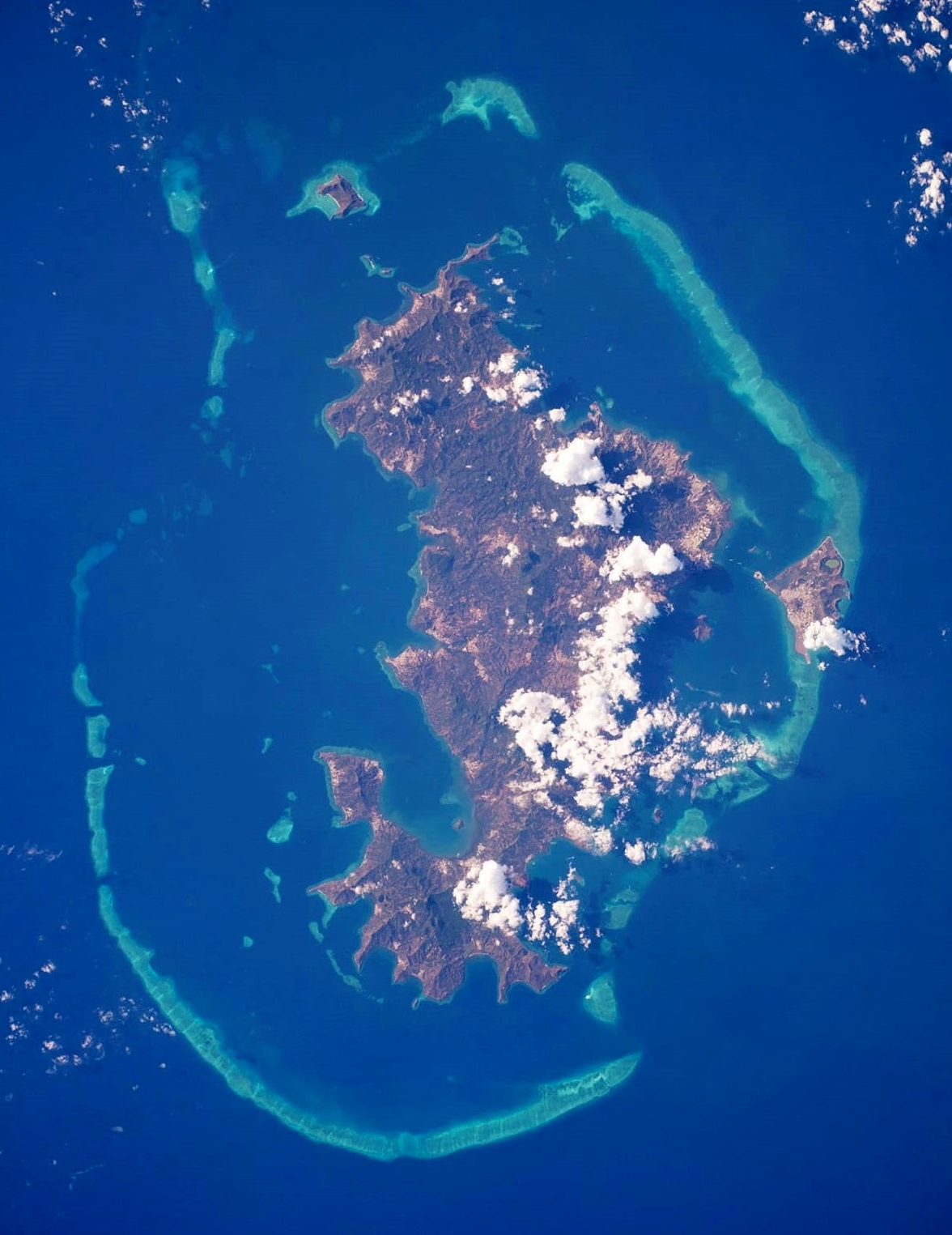
Mayotte
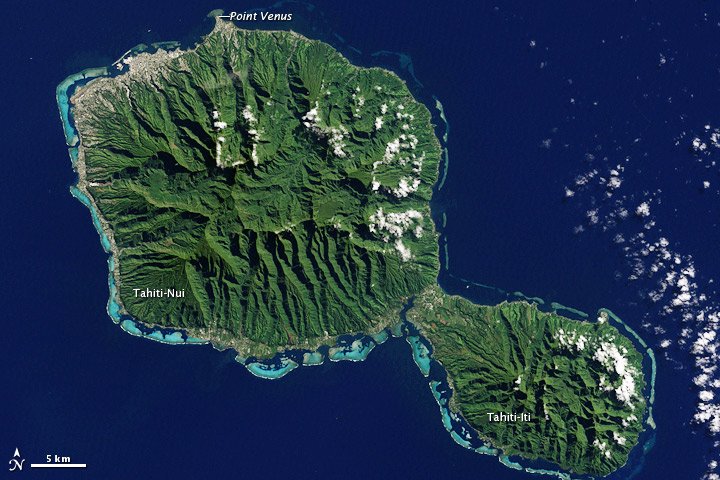
Tahiti – hlavní ostrov Fr. Polynésie

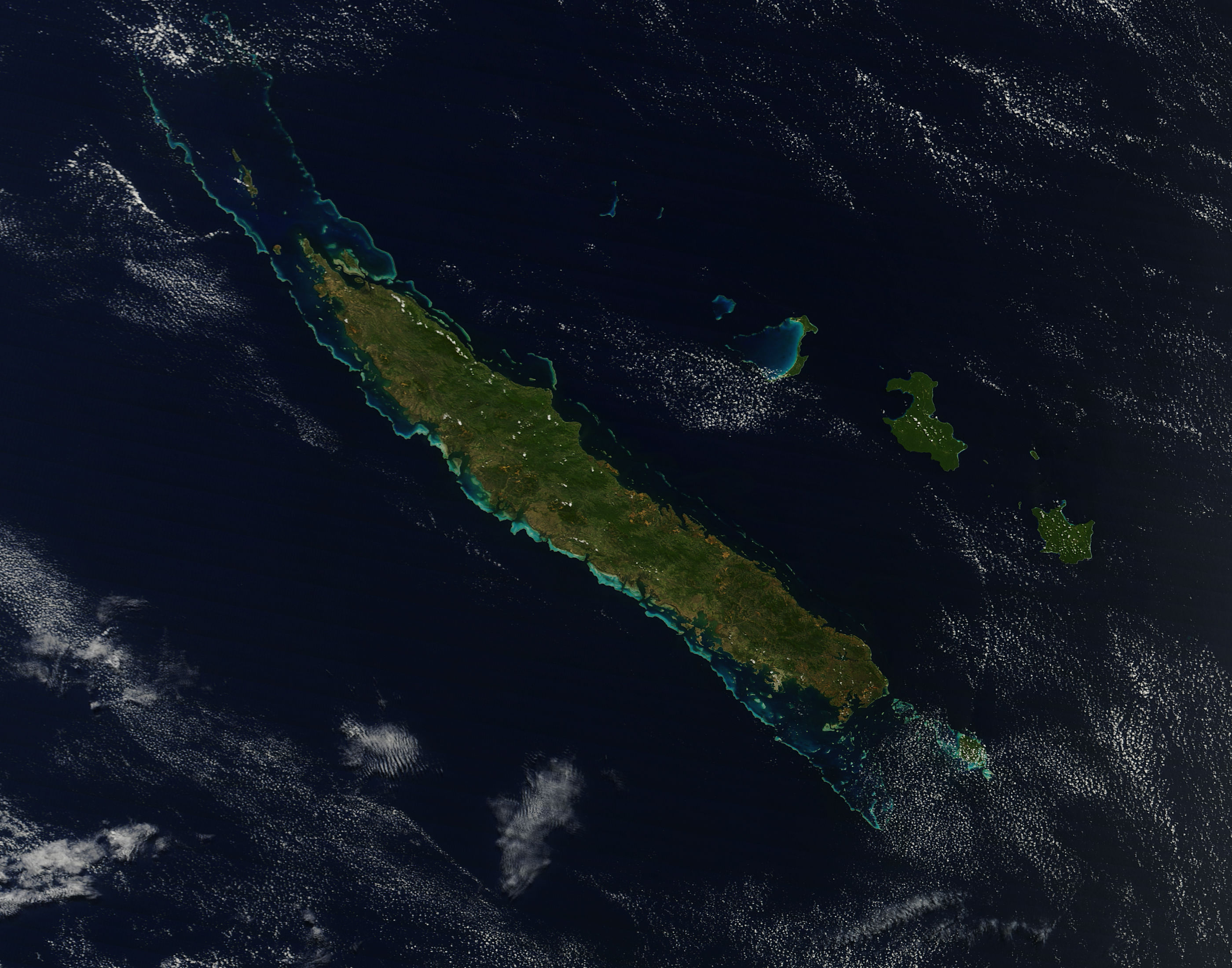
Nová Kaledonie
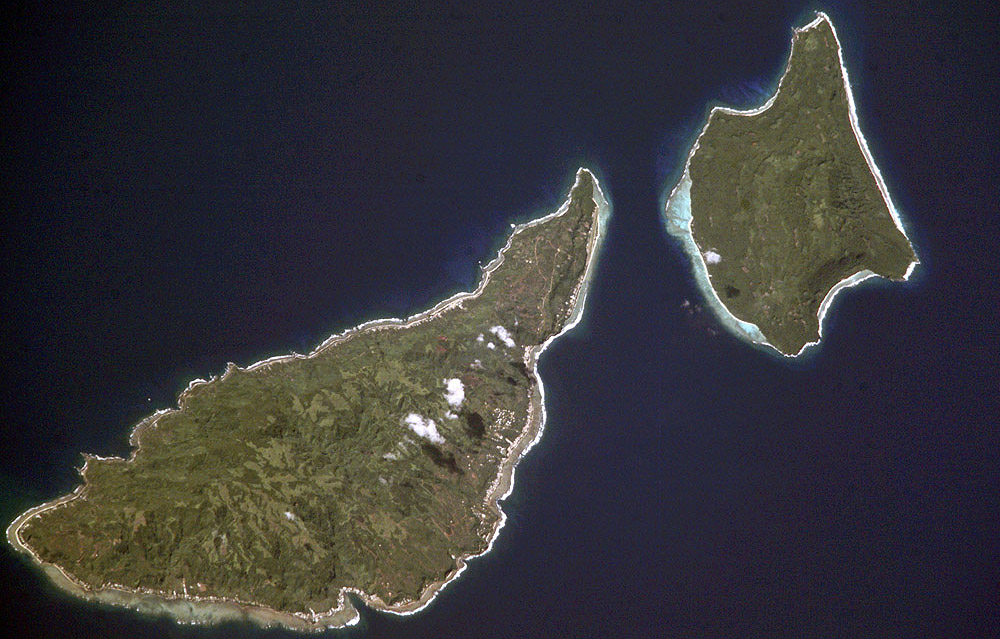
Futuna
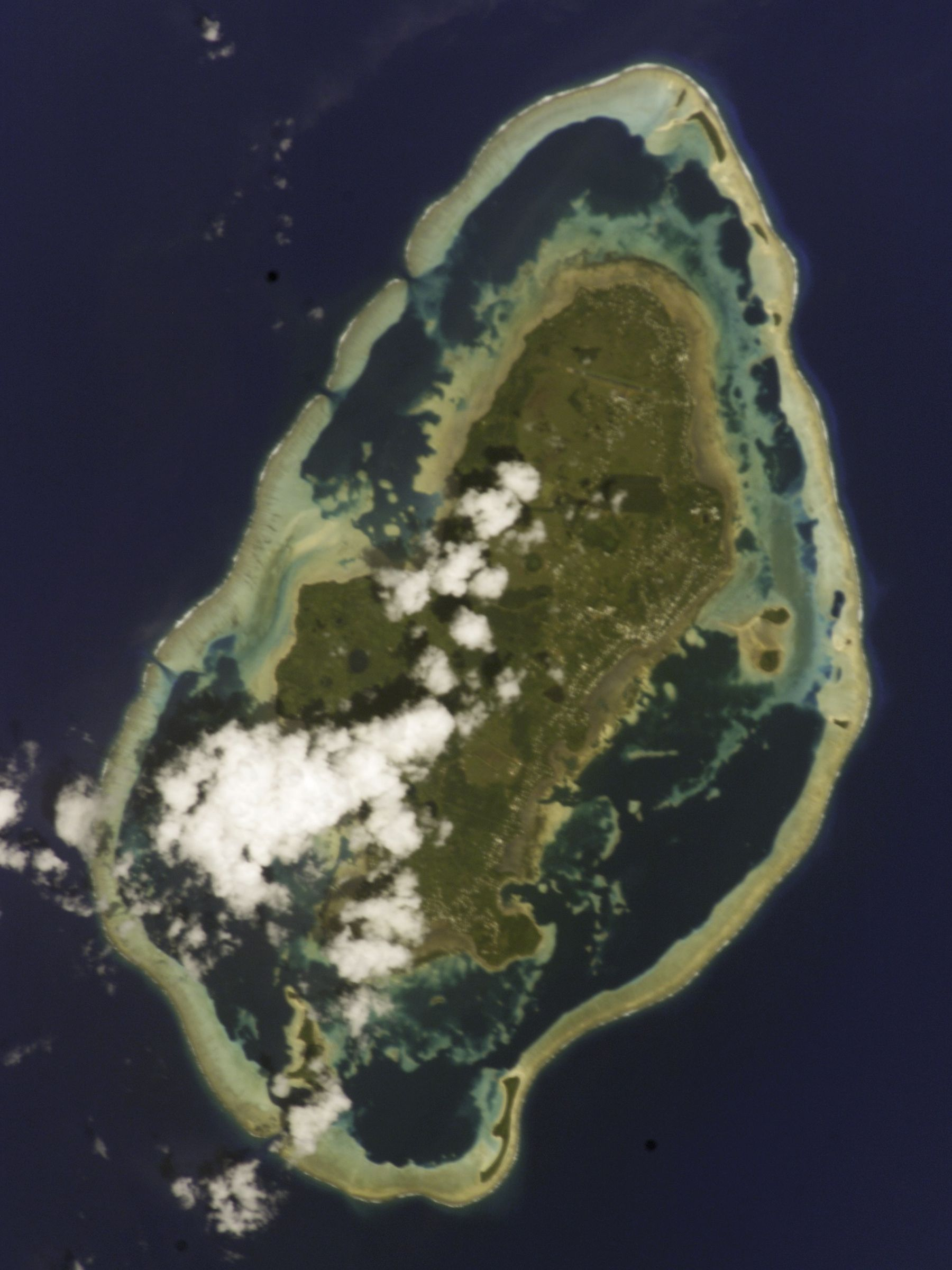
Wallis
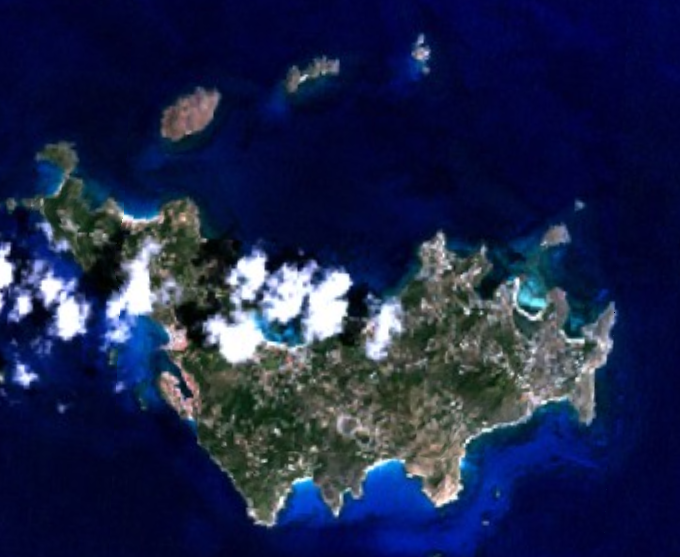
Saint-Barthélemy
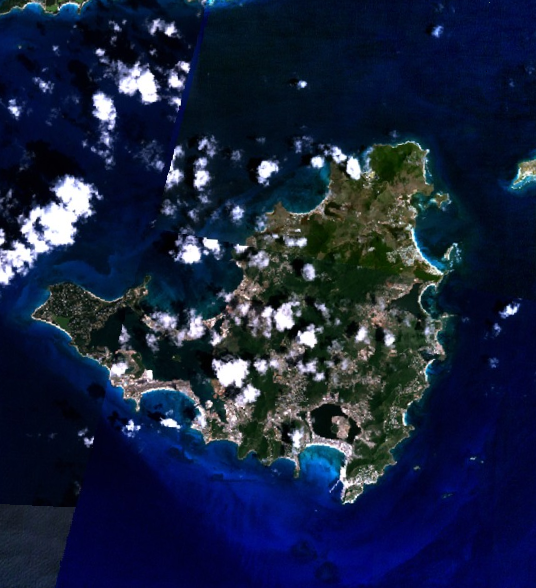
Saint-Martin
Saint Pierre a Miquelon

### Území bez trvalé populace
Do této kategorie spadají ostrov Clipperton, který má rozlohu 9 km² se nachází v Pacifiku u mexického pobřeží, a Francouzská jižní a antarktická území (zkratka TAAF). Ty sestávají z pěti distriktů (Ostrovy Svatý Pavel a Amsterdam, Crozetovy ostrovy, Kergueleny, Roztroušené ostrovy a Adélina země) a nacházejí se v jižním Indickém oceánu a Antarktidě.
V roce 1961 vstoupila v platnost tzv. washingtonská Smlouva o Antarktidě (v ČR provedena zákonem č. 276/2003 Sb. o Antarktidě a o změně některých zákonů), ve které se mj. zúčastněné země zavázaly po dobu platností smlouvy zakonzervovat rozdělení Antarktidy mezi jednotlivé země podle stavu z roku 1959, ale zároveň tato vlastnická práva neuplatňovat. Francie, signatář smlouvy, shodně s ostatními zeměmi na svých pozastavených právech trvá, ale v duchu přijaté smlouvy v praxi je neuplatňuje. Adélina země je proto součásti TAAF ryze formálně. Celková rozloha TAAF bez započítání Adéliny země je 7 665 km²

#### Fotogalerie

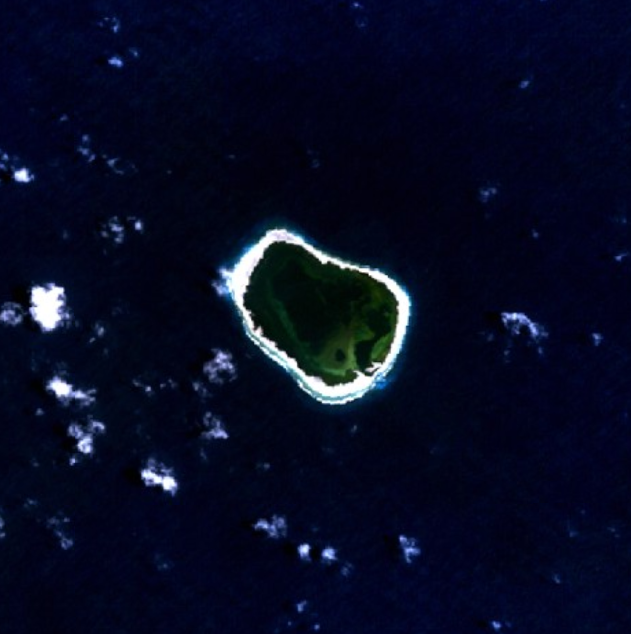
Clipperton
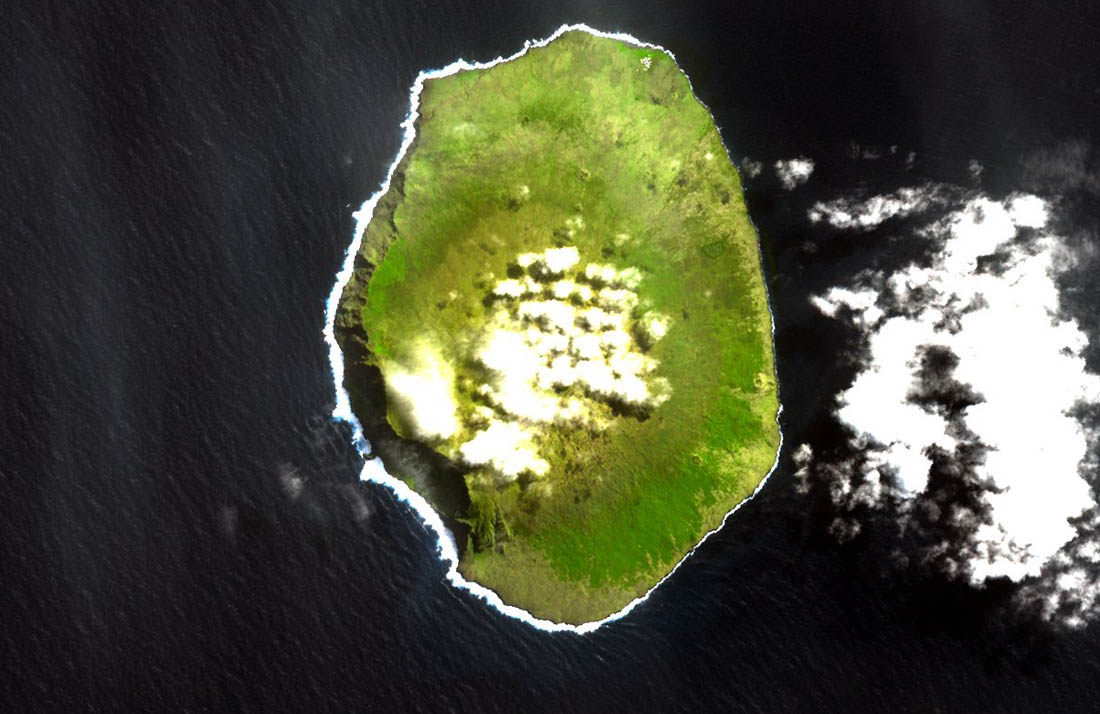
Amsterdam
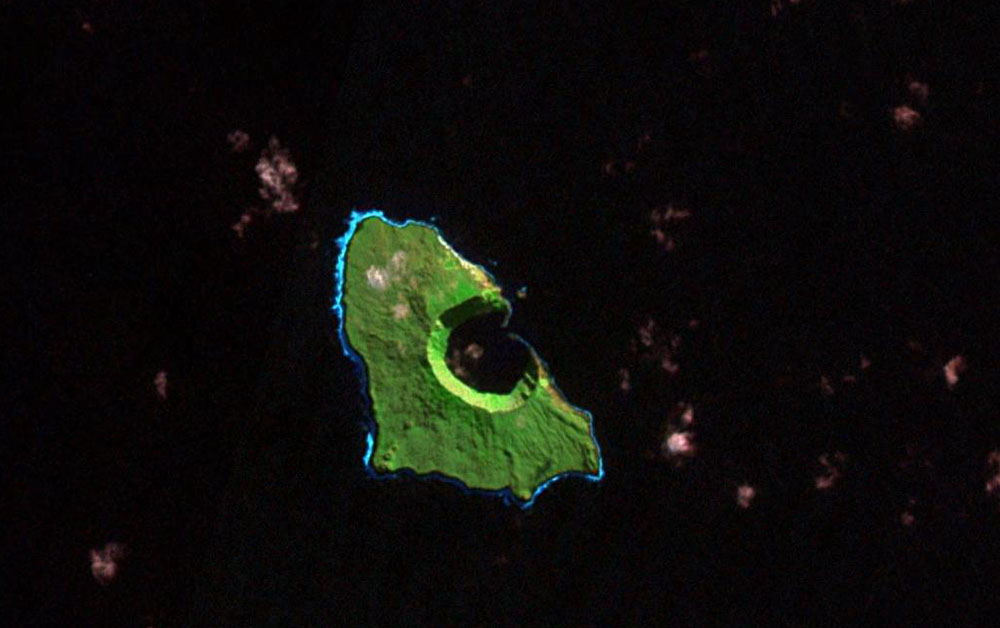
Svatý Pavel
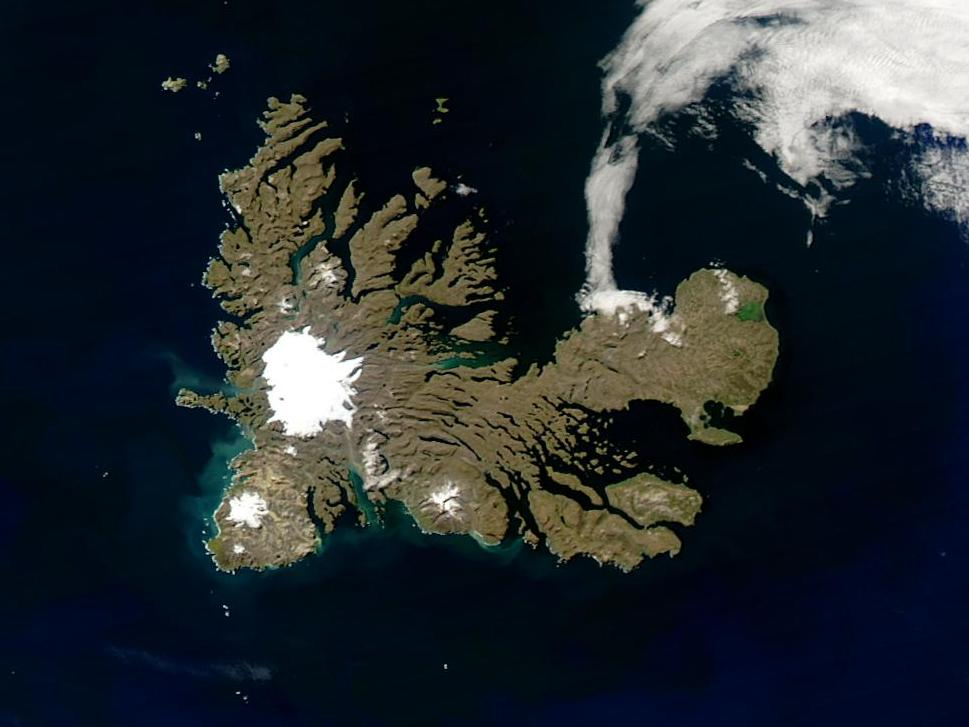
Kergueleny
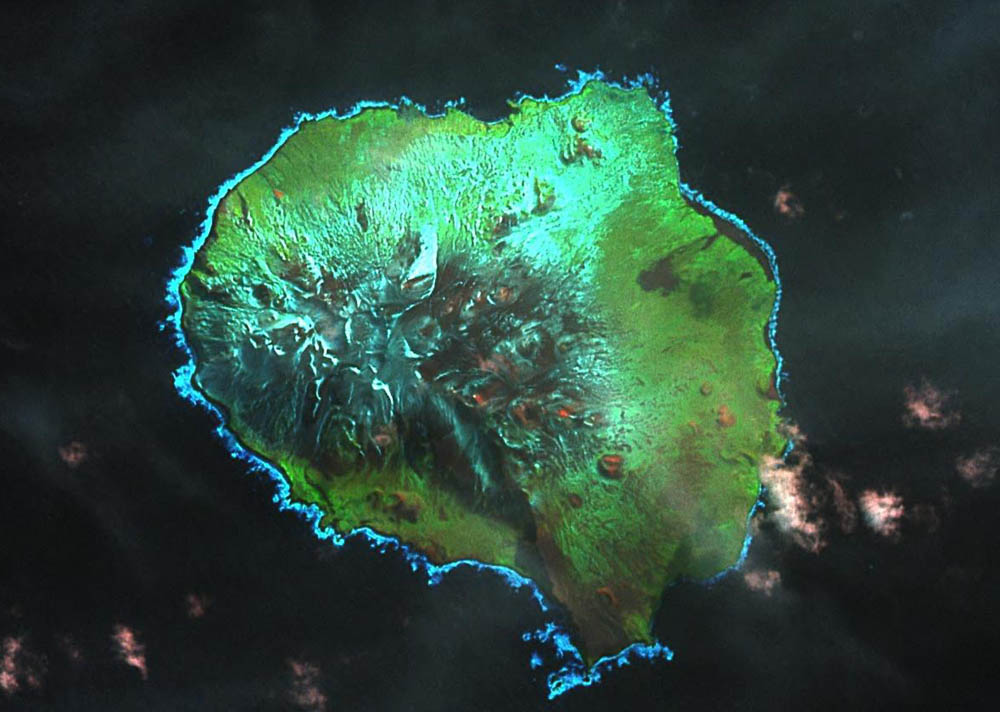
Crozetovy ostrovy – Île aux Cochons
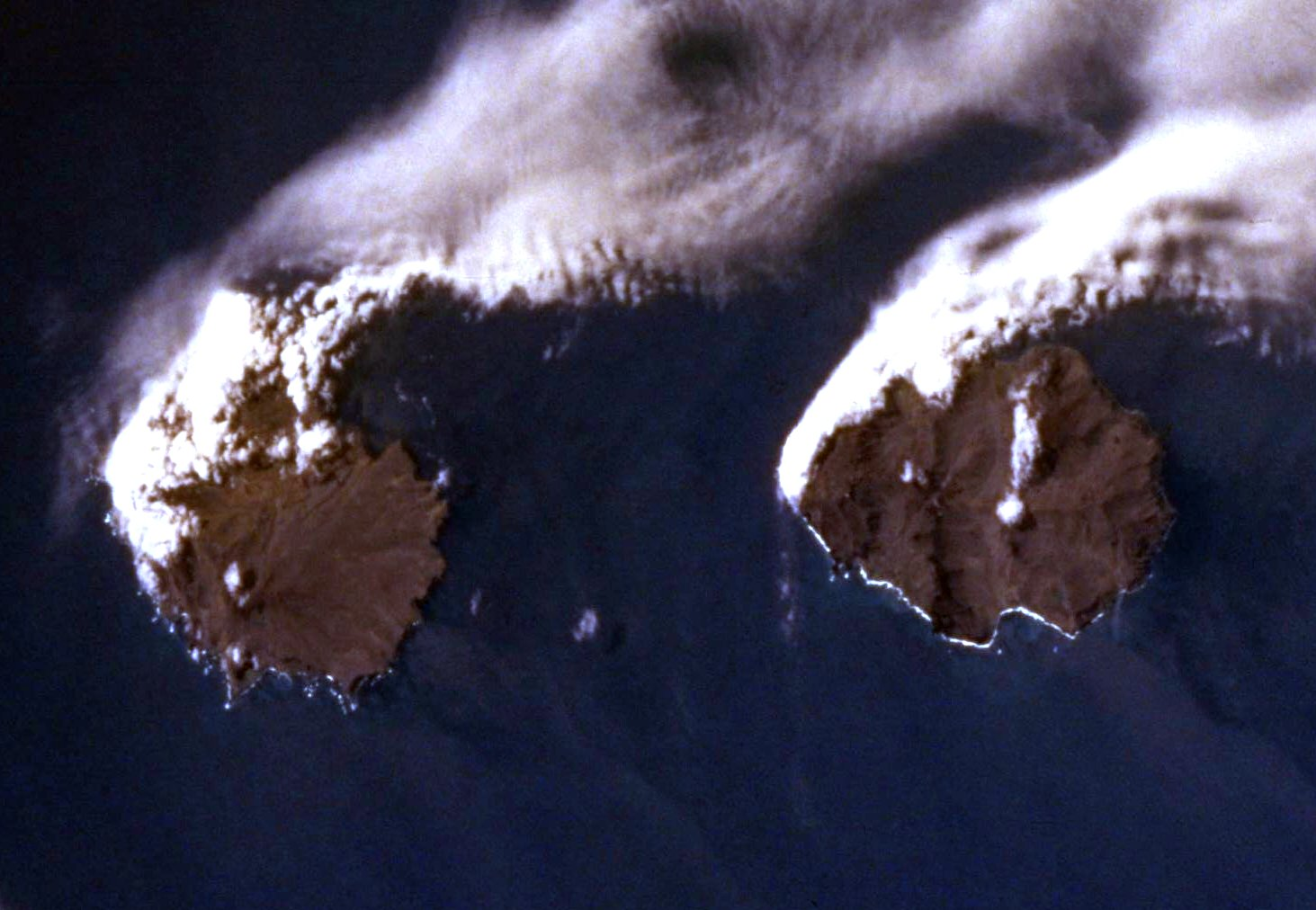
Crozetovy ostrovy – Île de la Possession a Île de l'Est
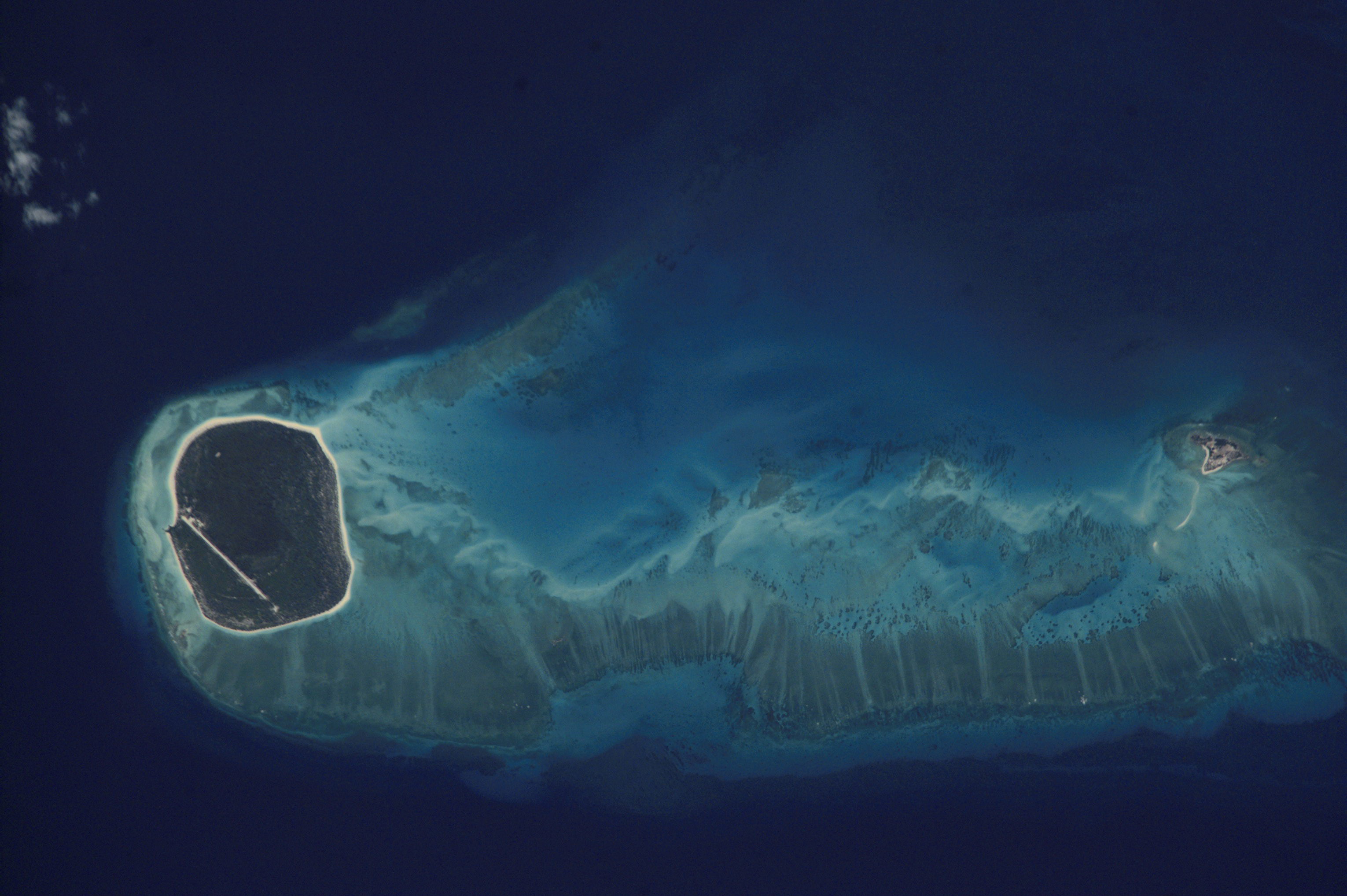
Roztroušené ostrovy – Glorieuses
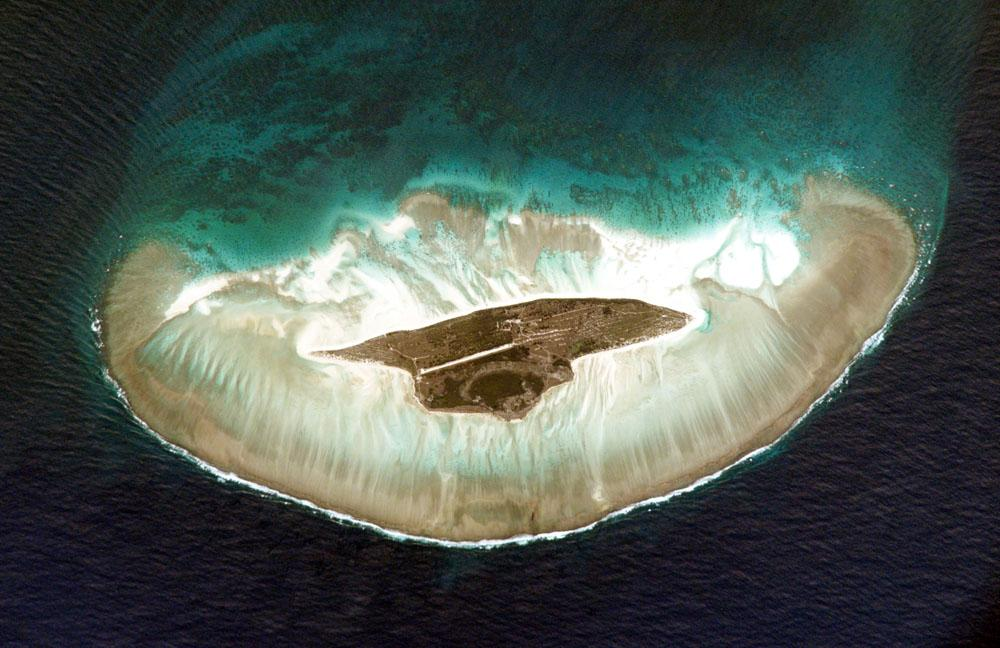
Roztroušené ostrovy – Juan de Nova
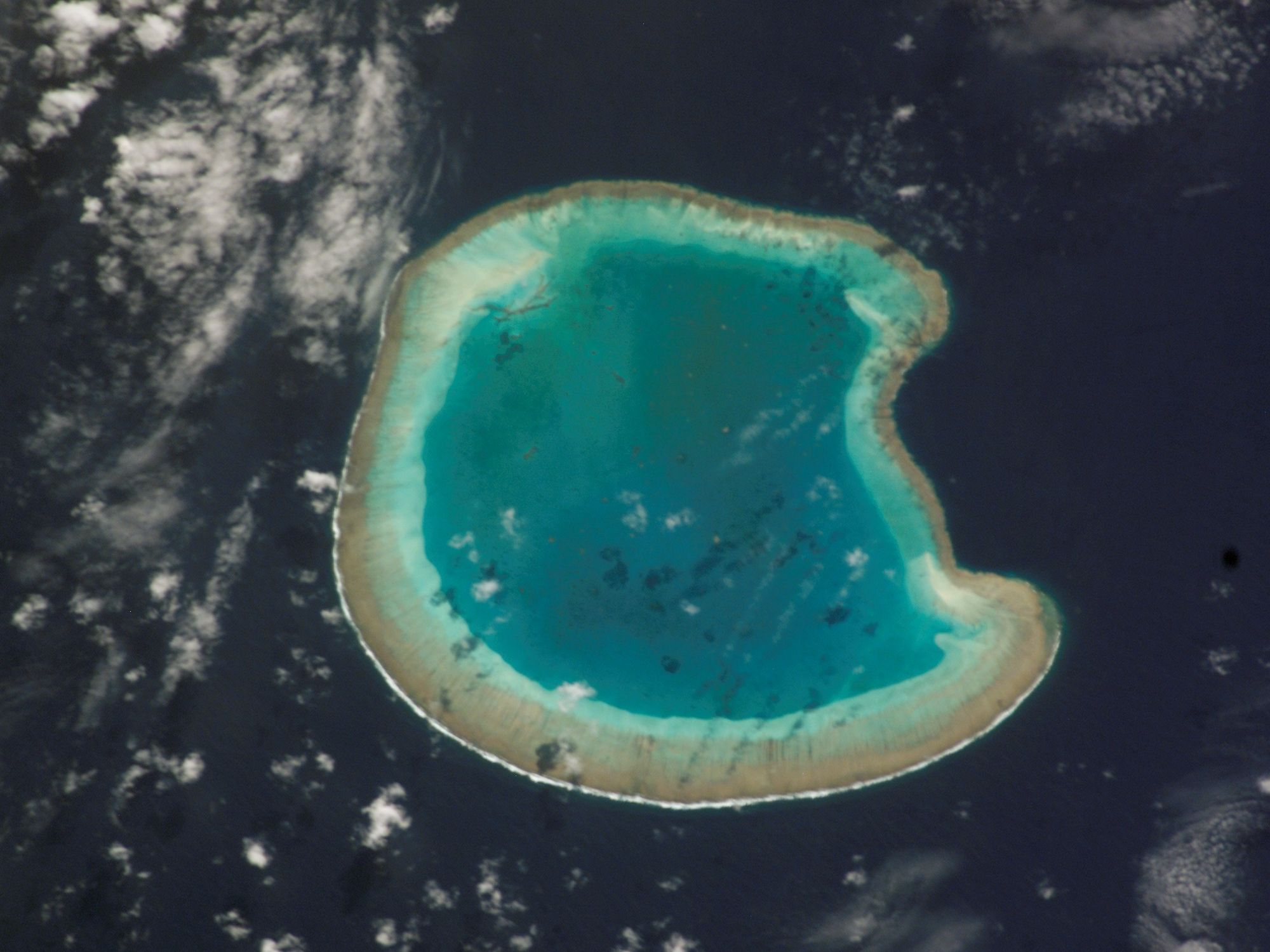
Roztroušené ostrovy – Bassas da India
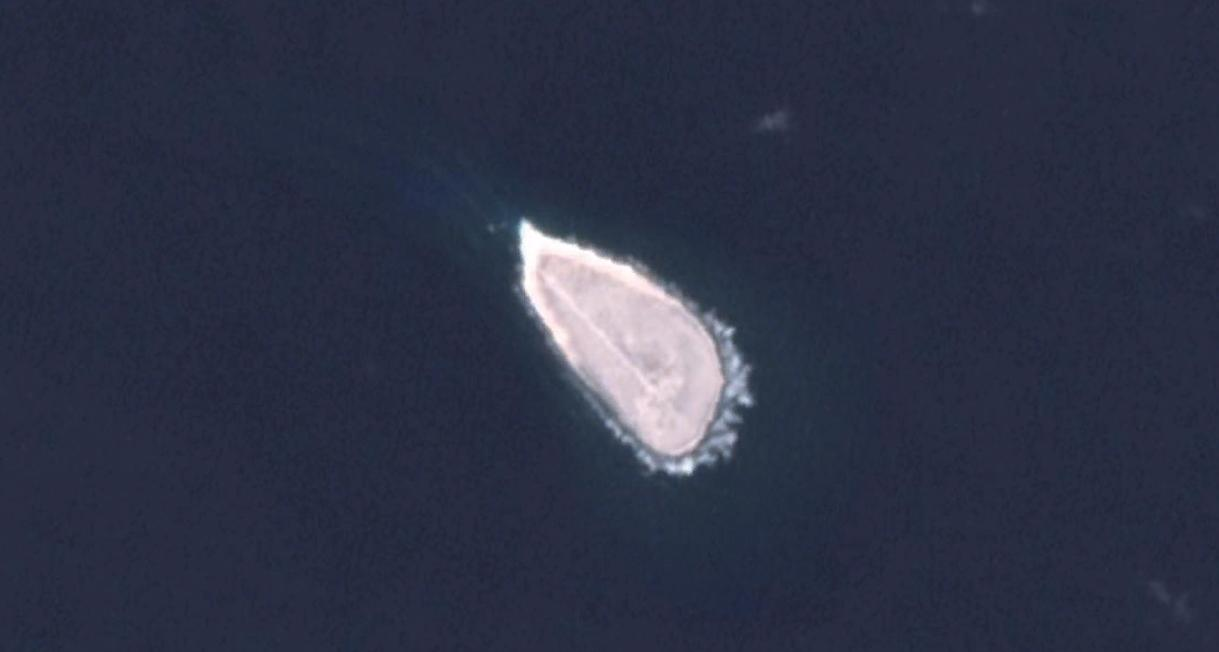
Roztroušené ostrovy – Tromelin
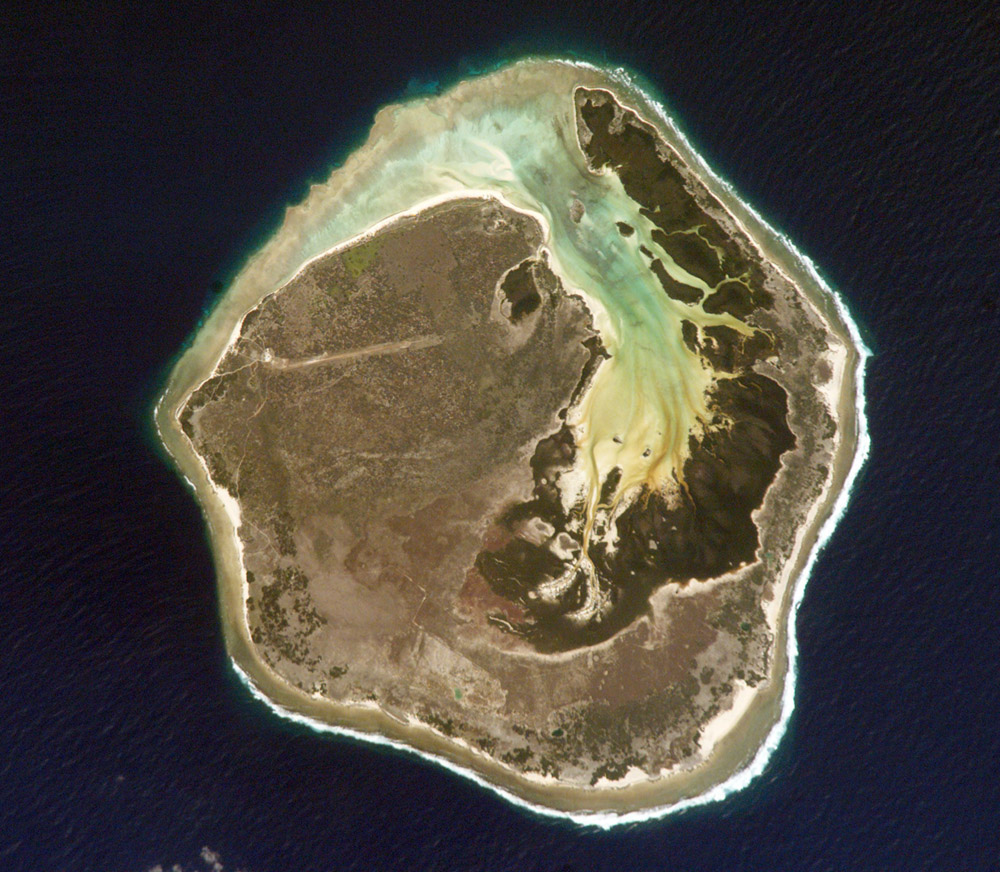
Roztroušené ostrovy – Europa

## Zajímavosti
- Zámořská Francie leží celkem v 9 časových pásmech.
- Souhrnná rozloha Zámořské Francie je srovnatelná např. s územím celého Bulharska (110 910 km²).
- Zámořská Francie představuje téměř 18% veškerých území spadajících pod francouzskou suverenitu. Metropolitní Francie se rozkládá na ploše 543 965 km².[12][13]
- Počtem obyvatel je Zámořská Francie srovnatelná např. s Mongolskem (2 629 000 obyvatel).